# Spathius stigmatus
Spathius stigmatus är en stekelart som beskrevs av Matthews 1970. Spathius stigmatus ingår i släktet Spathius och familjen bracksteklar. Inga underarter finns listade i Catalogue of Life.